# Nickelodeon Kids' Choice Awards (Australië)
De Nickelodeon Kids' Choice Awards Australië zijn jaarlijkse prijsuitreikingsshows die geïnspireerd zijn op de originele Amerikaanse versie. Kinderen kunnen via internet stemmen op hun favorieten van verschillende categorieën, en de persoon of film met de meeste stemmen wint de prijzen van de desbetreffende categorie.

## Locaties
| Wanneer           | Plaats                              |
| ----------------- | ----------------------------------- |
| 2003              | Dreamworld, Gold Coast              |
| 25 september 2004 | Big Top, Sydney                     |
| 20 september 2005 | Sydney Entertainment Centre, Sydney |
| 11 oktober 2006   | Sydney Entertainment Centre, Sydney |
| 10 oktober 2007   | Sydney Entertainment Centre, Sydney |
| 11 oktober 2008   | Hisense Arena, Melbourne            |
| 13 november 2009  | Hisense Arena, Melbourne            |

## Presentatoren
- 2003 - Sophie Monk, Natalie Garonzi, Dave Lawson, en David Kambouris
- 2004 - James Kerley en Tony Brockman
- 2005 - Jesse McCartney, James Kerley en Dave Lawson
- 2006 - Sophie Monk, Dave Lawson en James Kerley
- 2007 - Zac Efron en The Veronicas
- 2008 - Natalie Bassingthwaighte en John Cena
- 2009 - Miley Cyrus en Short Stack

## Winnaars

### 2004
| Prijs                      | Winnaar                                     |
| -------------------------- | ------------------------------------------- |
| Favoriete Australiër       | Shannon Noll                                |
| Favoriete televisieshow    | The Simpsons                                |
| Favoriete nummer           | Shannon Noll, Drive                         |
| Favoriete muzikale act     | Delta Goodrem                               |
| Favoriete muziekvideo      | Guy Sebastian, All I Need Is You            |
| Favoriete sporter          | John Cena                                   |
| Favoriete duo              | James Kerley & Tony Brockman, Sarvo         |
| Favoriet slechterik        | Dicko                                       |
| Favoriete film             | Shrek 2                                     |
| Beste "Pash"               | Beau Brady en Bec Cartwright, Home and Away |
| Favoriete dierlijke acteur | Donkey van Shrek                            |
| Favoriete tv-ster          | Hilary Duff                                 |
| Favoriete boek             | Harry Potter serie                          |
| Favoriete game             | The Simpsons Hit and Run                    |
| Favoriete filmheld         | Harry Potter                                |

### 2005
| Prijs                          | Winnaar                             |
| ------------------------------ | ----------------------------------- |
| Favoriete tv-ster              | Jason Smith - Home and Away         |
| Favoriete veelbelovende acteur | Sonny Bill Williams                 |
| Favoriete sporter              | John Cena                           |
| Favoriete muzikant             | Guy Sebastian                       |
| Favoriete game                 | De SpongeBob SquarePants Movie game |
| Favoriete Australiër           | Guy Sebastian                       |
| Favoriete muziekvideo          | Guy Sebastian, Oh Oh                |
| Favoriete duo                  | Andrew G en James Mathison          |
| Favoriete "Hottie"             | Jesse McCartney                     |
| Favoriete "Pash"               | Tash en Robbie, Home and Away       |
| Favoriete "Old Fart"           | Mark Holden, Australian Idol        |
| Favoriete "Meanie"             | Big Brother                         |
| Favoriete actrice              | Hilary Duff                         |
| Favoriete film                 | SpongeBob SquarePants               |
| Favoriete televisieshow        | The Simpsons                        |
| Favoriete muziekgroep          | Destiny's Child                     |
| Favoriete boek                 | Harry Potter serie                  |
| Favoriete dierlijke acteur     | Donkey van Shrek                    |

### 2006
| Prijs                                | Winnaar                                      |
| ------------------------------------ | -------------------------------------------- |
| Favoriete Australische artiest       | Ricki-Lee                                    |
| Favoriete Australische muziekgroep   | The Veronicas                                |
| Favoriete boek                       | Harry Potter serie                           |
| Favoriete duo                        | James Kerley en Dave Lawson                  |
| Favoriete game                       | Nintendogs                                   |
| Favoriete humoristisch persoon       | Rove McManus                                 |
| Favoriete "Hottie" (vrouwelijk)      | Stephanie McIntosh                           |
| Favoriete "Hottie" (mannelijk)       | Lee Harding                                  |
| Favoriete internationale artiest     | Hilary Duff                                  |
| Favoriete internationale muziekgroep | The Black Eyed Peas                          |
| Favoriete film                       | High School Musical                          |
| Favoriete acteur                     | Jack Black                                   |
| Favoriete actrice                    | Lindsay Lohan                                |
| Favoriete "Old Fart"                 | Dicko (Ian Dickson)                          |
| Favoriete podcast                    | Camp Orange Maudecast - Maude Garrett        |
| Zo "Hot" Nu                          | Australian Idol                              |
| Favoriete nummer                     | This Time I Know It's For Real - Young Divas |
| Favoriete sportvrouw                 | Liz Ellis                                    |
| Favoriete sportman                   | John Cena                                    |
| Favoriete cartoon                    | The Simpsons                                 |
| Favoriete televisieshow              | Blue Water High                              |
| Favoriete tv-ster                    | Kate Ritchie                                 |
| Favoriete Australiër                 | Guy Sebastian                                |

### 2007
| Prijs                                | Winnaar                                |
| ------------------------------------ | -------------------------------------- |
| Favoriete zangeres                   | Ricki-Lee                              |
| Favoriete zanger                     | Shannon Noll                           |
| Favoriete muziekgroep                | The Veronicas                          |
| Favoriete internationale zangeres    | Pink                                   |
| Favoriete internationale muziekgroep | Good Charlotte                         |
| Favoriete nummer                     | Thanks for the memories - Fall Out Boy |
| Favoriete Nickelodeonserie           | Drake & Josh                           |
| Favoriete cartoon                    | The Simpsons                           |
| Favoriete televisieshow              | Australian Idol                        |
| Favoriete televisieactrice           | Bree Amer                              |
| Favoriete televisieacteur            | Rove McManus                           |
| Favoriete "Hottie"                   | Dean Geyer                             |
| Favoriete duo                        | Hamish & Andy                          |
| Favoriete film                       | Shrek 3                                |
| Favoriete acteur                     | Zac Efron                              |
| Zo "Hot" Nu                          | High School Musical 2                  |
| Grootste groentje                    | Bindi Irwin                            |
| Favoriete Australiër                 | Bindi Irwin                            |

### 2008
| Prijs                                | Winnaar                              |
| ------------------------------------ | ------------------------------------ |
| Favoriete actieserie                 | Friday Night Live                    |
| Favoriete komedieserie               | Drake & Josh                         |
| Favoriete realityserie               | So You Think You Can Dance Australia |
| Favoriete muziekserie                | Video Hits                           |
| Favoriete dramaserie                 | H2O: Just Add Water                  |
| Favoriete televisieacteur            | Rove McManus                         |
| Favoriete film                       | Kung Fu Panda                        |
| Favoriete acteur                     | Zac Efron                            |
| Favoriete nummer                     | Metro Station - Shake It             |
| Favoriete internationale zangeres    | Miley Cyrus                          |
| Favoriete internationale muziekgroep | Simple Plan                          |
| Favoriete zanger                     | Ricki-Lee                            |
| Favoriete muziekgroep                | The Veronicas                        |
| Favoriete sportman                   | John Cena                            |
| Favoriete Australiër                 | Rove McManus                         |
| Favoriete groentje                   | Bindi Irwin                          |
| Grappigste duo                       | Maude Garrett & Kyle Linahan         |
| Zo "Hot" Nu                          | Australian Idol                      |

## 2009
| Prijs                                  | Winnaar                               |
| -------------------------------------- | ------------------------------------- |
| Favoriete zanger                       | Jessica Mauboy                        |
| Favoriete muziekgroep                  | Short Stack                           |
| Favoriete nummer                       | I Gotta Feeling - The Black Eyed Peas |
| Favoriete Internationale muziekgroep   | The Black Eyed Peas                   |
| Favoriete internationale zangeres      | P!nk                                  |
| Favoriete film                         | Twilight                              |
| Favoriete acteur                       | Zac Efron                             |
| Favoriete komedieserie                 | iCarly                                |
| Favoriete internationale televisiester | Drake Bell                            |
| Favoriete televisieshow                | Australian Masterchef                 |
| Favoriete televisiester                | Rove McManus                          |
| Favoriete cartoon                      | SpongeBob SquarePants                 |
| Favoriete Australiër                   | Rove McManus                          |
| Favoriete "Hottie"                     | Dean Geyer                            |
| Zo "Hot" Nu                            | Guy Sebastian                         |
| Grootste groentje                      | Bindi Irwin en Robert Irwin           |